# El Venado, Tlahuiltepa
El Venado är en ort i Mexiko.   Den ligger i kommunen Tlahuiltepa och delstaten Hidalgo, i den sydöstra delen av landet, 170 km norr om huvudstaden Mexico City. El Venado ligger 2 203 meter över havet och antalet invånare är 156.
Terrängen runt El Venado är bergig västerut, men österut är den kuperad. El Venado ligger uppe på en höjd. Runt El Venado är det glesbefolkat, med 19 invånare per kvadratkilometer. Närmaste större samhälle är Buenavista, 8,6 km norr om El Venado. I omgivningarna runt El Venado växer i huvudsak blandskog.